# Cerodontha magnificans
Cerodontha magnificans är en tvåvingeart som beskrevs av Spencer 1959. Cerodontha magnificans ingår i släktet Cerodontha och familjen minerarflugor. Inga underarter finns listade i Catalogue of Life.